# Griscoms miersluiper
Griscoms miersluiper (Myrmotherula ignota) is een zangvogel uit de familie Thamnophilidae (miervogels). Deze vogel is genoemd naar de Amerikaanse ornitholoog Ludlow Griscom die deze vogel in 1929 geldig heeft beschreven.

## Verspreiding en leefgebied
Deze soort komt voor van Panama tot het westelijke Amazonegebied en telt twee ondersoorten:
- M. i. ignota: oostelijk Panama, westelijk Colombia en noordwestelijk Ecuador.
- M. i. obscura: van oostelijk Colombia tot noordoostelijk Peru en noordwestelijk Brazilië.

## Status
De grootte van de populatie is niet gekwantificeerd maar de soort wordt omschreven als vrij algemeen. Op de Rode lijst van de IUCN heeft deze soort de status niet bedreigd.